# مارکو پیکولی
مارکو پیکولی (انگلیسی: Marco Piccoli؛ زادهٔ ۳۰ اکتبر ۲۰۰۱) بازیکن فوتبال اهل ایتالیا است.